# 熊倉一雄
熊仓一雄（日语：くまくら かずお，1927年1月30日—2015年10月12日）是日本东京麻布区出身的演员、配音员及导演。曾隶属于Theatre Echo。他曾为手冢治虫的《阿童木》和由高畑勳執導、宮崎駿負責劇本的作品《熊猫家族》配音，曾演唱1968年版動畫《鬼太郎》片頭曲並以此得到國王唱片的熱門獎。
他于2015年10月12日下午3時24分因为直肠癌在都内的医院病逝，终年88岁。

## 出演作品

### 動畫電影
1987年
- 王立宇宙軍～歐尼亞米斯之翼～（トネス殿下）